# Sunyata
Sunyata är ett buddhistiskt koncept, vars ordagranna översättning från sanskrit är "tomhet". Läran om sunyata skiljer sig mellan de olika inriktningarna: i theravada och andra tidiga buddhistiska inriktningar benämner sunyata som det faktum att de fem skandhorna (kropp, medvetande, känslor, uppfattningar och mentala formationer) är impermanenta, kopplade till mycket lidande, orena och att de inte utgör ett "jag" (anatta).
Inom mahayana förekommer flera tolkningar av sunyata. I den mahayanska filosofiska inriktningen madhyamaka, som grundades av Nagarjuna, används sunyata för att beskriva att alla fenomen saknar en fristående existens från andra fenomen. Inom madhyamakada finns dock ett flertal tolkningar av sunyata, men gemensamt har de att sunyata aldrig benämns som en total avsaknad av existens. Vidare finns inom mahayana även den filosofiska inriktningen yogacara, som tolkar sunyata på ytterligare ett sätt.
Termen förekom men var inte alltför vanlig i agamorna och nikayorna. Det var först i den mahayanska prajnaparamita-litteraturen som termen började användas flitigt, och nådde senare ytterligare spridning och utveckling i och med Nagarjunas madhyamaka.